# Fredy Guarín
Fredy Alejandro Guarín Vásquez, född 30 juni 1986 i Puerto Boyacá, är en colombiansk fotbollsspelare. Åren  2006 till 2015 representerade han det colombianska landslaget. 

## Karriär
Guarín var på lån från Porto till Inter, men Inter köpte honom för 11 miljoner euro den 17 maj 2012.
I januari 2021 värvades Guarín av colombianska Millonarios, där han skrev på ett ettårskontrakt.